# Natação nos Jogos Europeus de 2015 - 200 m borboleta feminino
A competição dos 200 metros borboleta feminino foi um dos eventos da natação nos Jogos Europeus de 2015, em Baku, no Azerbaijão. Foi disputada no Centro Aquático de Baku nos dias 23 e 24 de junho.

## Calendário
Horário de verão do Azerbaijão (UTC+5).
| Data        | Horário | Fase         |
| ----------- | ------- | ------------ |
| 23 de junho | 10:35   | Eliminatória |
| 23 de junho | 18:03   | Semifinal    |
| 24 de junho | 17:58   | Final        |

## Medalhistas
| Ouro   | GER Julia Mrozinski    |
| Prata  | ITA Elisa Scarpa Vidal |
| Bronze | HUN Boglárka Bonecz    |

## Recordes
Antes desta competição, os recordes mundiais e dos jogos europeus dessa prova eram os seguintes:
| Tipo                       | Atleta           | Tempo   | Local | Data                  |
| -------------------------- | ---------------- | ------- | ----- | --------------------- |
|                            | CHN Zige Liu     | 2m01s81 | Jinan | 21 de outubro de 2009 |
| Recorde dos Jogos Europeus | Não estabelecido | –       |       |                       |

Os seguintes recordes mundiais ou dos jogos europeus foram estabelecidos durante esta competição:
| Data        | Evento | Nome            | Nacionalidade | Tempo   | Notas                      |
| ----------- | ------ | --------------- | ------------- | ------- | -------------------------- |
| 24 de junho | Final  | Julia Mrozinski | Alemanha      | 2:11.19 | Recorde dos Jogos Europeus |

## Resultados

### Eliminatórias
A eliminatória foi realizada no dia 23 de junho.
| Pos. | Bateria | Raia | Nadadora               | Nacionalidade    | Tempo   | Notas |
| ---- | ------- | ---- | ---------------------- | ---------------- | ------- | ----- |
| 1    | 3       | 5    | Holly Hibbott          | GBR Grã-Bretanha | 2:12.07 | Q,    |
| 2    | 2       | 4    | Amelia Clynes          | GBR Grã-Bretanha | 2:13.15 | Q     |
| 3    | 2       | 5    | Marina Luperi          | ITA Itália       | 2:13.27 | Q     |
| 4    | 3       | 3    | Julia Mrozinski        | GER Alemanha     | 2:13.67 | Q     |
| 5    | 1       | 4    | Laura Stephens         | GBR Grã-Bretanha | 2:13.69 |       |
| 6    | 3       | 4    | Carmen Balbuena        | ESP Espanha      | 2:13.70 | Q     |
| 7    | 1       | 5    | Boglárka Bonecz        | HUN Hungria      | 2:13.75 | Q     |
| 8    | 3       | 6    | Blanka Bokros          | HUN Hungria      | 2:15.07 | Q     |
| 9    | 2       | 3    | Andrea Melendo         | ESP Espanha      | 2:15.37 | Q     |
| 10   | 3       | 0    | Elisa Scarpa Vidal     | ITA Itália       | 2:16.16 | Q     |
| 11   | 3       | 2    | Diana Naglič           | SLO Eslovênia    | 2:17.21 | Q     |
| 12   | 2       | 7    | Alexandra Chesnokova   | RUS Rússia       | 2:17.81 | Q     |
| 13   | 1       | 3    | Jana Zinnecker         | GER Alemanha     | 2:18.65 | Q     |
| 14   | 2       | 2    | Caroline Hechenbichler | AUT Áustria      | 2:19.04 | Q     |
| 15   | 1       | 6    | Trine Kjøngerskov      | DEN Dinamarca    | 2:19.11 | Q     |
| 16   | 2       | 6    | Helena Rosendahl Bach  | DEN Dinamarca    | 2:19.66 | Q     |
| 17   | 3       | 1    | Emma Reid              | IRL Irlanda      | 2:21.35 | Q     |
| 18   | 3       | 7    | Gaja Kristan           | SLO Eslovênia    | 2:22.00 |       |
| 19   | 1       | 1    | Edita Chrápavá         | CZE Chéquia      | 2:22.04 |       |
| 20   | 1       | 8    | Yüksel Deniz Özkan     | TUR Turquia      | 2:22.95 |       |
| 21   | 1       | 7    | Izabela Milanez        | SLO Eslovênia    | 2:23.89 |       |
| 22   | 2       | 1    | Alsu Bayramova         | AZE Azerbaijão   | 2:24.36 |       |
| 23   | 2       | 8    | Olivia Sindico         | SUI Suíça        | 2:24.74 |       |
| 24   | 1       | 2    | Eva Olsen              | DEN Dinamarca    | 2:24.82 |       |
| 25   | 3       | 8    | Thea Brandauer         | GER Alemanha     | 2:25.37 |       |

### Semifinal
A semifinal foi realizada no dia 23 de junho.

#### Semifinal 1
| Pos. | Raia | Nadadora          | Nacionalidade    | Tempo   | Notas |
| ---- | ---- | ----------------- | ---------------- | ------- | ----- |
| 1    | 5    | Julia Mrozinski   | GER Alemanha     | 2:11.58 | Q     |
| 2    | 3    | Boglárka Bonecz   | HUN Hungria      | 2:12.42 | Q     |
| 3    | 4    | Amelia Clynes     | GBR Grã-Bretanha | 2:12.65 | q     |
| 4    | 6    | Andrea Melendo    | ESP Espanha      | 2:15.75 |       |
| 5    | 2    | Diana Naglič      | SLO Eslovênia    | 2:16.64 |       |
| 6    | 7    | Jana Zinnecker    | GER Alemanha     | 2:16.80 |       |
| 7    | 8    | Emma Reid         | IRL Irlanda      | 2:20.05 |       |
| 8    | 1    | Trine Kjøngerskov | DEN Dinamarca    | 2:21.09 |       |

#### Semifinal 2
| Pos. | Raia | Nadadora               | Nacionalidade    | Tempo   | Notas |
| ---- | ---- | ---------------------- | ---------------- | ------- | ----- |
| 1    | 3    | Carmen Balbuena        | ESP Espanha      | 2:11.52 | Q,    |
| 2    | 6    | Blanka Bokros          | HUN Hungria      | 2:11.86 | Q     |
| 3    | 4    | Holly Hibbott          | GBR Grã-Bretanha | 2:12.69 | q     |
| 4    | 2    | Elisa Scarpa Vidal     | ITA Itália       | 2:13.62 | q     |
| 5    | 5    | Marina Luperi          | ITA Itália       | 2:13.96 | q     |
| 6    | 7    | Alexandra Chesnokova   | RUS Rússia       | 2:16.69 |       |
| 7    | 1    | Caroline Hechenbichler | AUT Áustria      | 2:17.85 |       |
| 8    | 8    | Helena Rosendahl Bach  | DEN Dinamarca    | 2:20.53 |       |

### Final
A final foi realizada no dia 24 de junho.
| Pos.              | Raia | Nadadora           | Nacionalidade    | Tempo   | Notas                      |
| ----------------- | ---- | ------------------ | ---------------- | ------- | -------------------------- |
| Medalha de ouro   | 5    | Julia Mrozinski    | GER Alemanha     | 2:11.19 | Recorde dos Jogos Europeus |
| Medalha de prata  | 1    | Elisa Scarpa Vidal | ITA Itália       | 2:12.27 |                            |
| Medalha de bronze | 6    | Boglárka Bonecz    | HUN Hungria      | 2:12.42 |                            |
| 4                 | 4    | Carmen Balbuena    | ESP Espanha      | 2:12.43 |                            |
| 5                 | 8    | Marina Luperi      | ITA Itália       | 2:12.56 |                            |
| 6                 | 2    | Amelia Clynes      | GBR Grã-Bretanha | 2:12.82 |                            |
| 7                 | 3    | Blanka Bokros      | HUN Hungria      | 2:14.56 |                            |
| 8                 | 7    | Holly Hibbott      | GBR Grã-Bretanha | 2:15.66 |                            |

Legenda
| Recorde mundial            | Recorde mundial (World record)                     |                       | Recorde africano                      | Recorde africano (African) |                                           | Q | Classificado por posição (Qualified) |
| Recorde dos Jogos Europeus | Recorde dos Jogos Europeus (European Games record) | Recorde da América    | Recorde da América (Americas)         | q                          | Classificado por melhor tempo (Qualified) |   |                                      |
| Melhor marca do ano        | Melhor marca do ano (World leading)                | Recorde asiático      | Recorde asiático (Asian)              | DNS                        | Não largou (Did not start)                |   |                                      |
| Recorde nacional           | Recorde nacional (National record)                 | Recorde europeu       | Recorde europeu (European)            | DNF                        | Não terminou (Did not finish)             |   |                                      |
| Recorde pessoal            | Recorde pessoal do atleta (Personal best)          | Recorde da Oceania    | Recorde da Oceania (Oceania)          | DSQ / DQ                   | Desclassificado (Disqualified)            |   |                                      |
| Recorde da temporada       | Recorde da temporada do atleta (Season best)       | Recorde sul-americano | Recorde sul-americano (South America) | NM                         | Sem marca (No mark)                       |   |                                      |